# Río Ñirehuao
El río Ñirehuao es un curso natural de agua que nace en la cordillera de los Andes de la Región de Aysén, en Chile, y que fluye con dirección general oeste hasta su confluencia con el Río Mañihuales, que es el nacimiento del río Aysén. 
Es conocido también como Ñireguau, Ñirevao o Nirehuau. En su cuenca superior es llamado a veces río Goichel o Coichel.

## Trayecto
Con su habitual destreza, Hans Niemeyer describe el trayecto del río de la siguiente manera:
El río Ñireguao, llamado también río Goichel en su curso superior, tiene su origen muy al norte, en la divisaria de aguas con la cuenca del lago Fontana, en la falda sur del C° Matterfeld (1855 m). Corre hacia el sur y sureste paralelamente a la frontera política internacional por 40 km; luego dobla hacia SO por otros 18 km, siguiendo de cerca la línea fronteriza. Frente al cerro Mina hace un agudo codo de cambio de dirección tomando rumbo franco al NO por 45 km. A partir de ese punto y hasta su encuentro con el río Picaflor, y por espacio de 25 km, el Ñireguao mantiene una dirección franca al oeste. En todo su largo recorrido de más de 130 km el río serpentea en múltiples meandros por terrenos llanos que alternan con cruces de montanas en angosturas rocosas. La red de drenaje del río Ñireguao es muy frondosa, de tipo dendrítico. En su curso superior recibe pequeños afluentes que nacen en la divisoria de aguas continental y caen por lo tanto por su ribera izquierda. Entre ellos el principal parece ser el emisario del lago Pampa Alta. En este fragmento,por su ribera derecha o poniente, recibe el emisario de un lago innominado en la carta y varios otros arroyos que desaguan pequeñas lagunas. En su curso medio donde recibe sus afluentes principales. En efecto, en este tramo, por su ribera derecha le cae el estero del Cinco que nace en el C° Loma Quemada y el río Norte, su tributario más importante, que como su nombre indica viene directamente desde el norte. Nace este también en la divisoria de aguas con la cuenca de los lagos La Plata-Fontana y desarrolla un curso paralelo al superior del río Ñireguao, con longitud aproximada a los 40 km. Su red de drenaje es muy ramificada o extensa. Llegan a é1 a 1o largo de todo su desarrollo los emisarios de una serie grande de lagunas de variados tamaños. Por la ribera izquierda recibe el Ñirehuao los esteros Colchón, Negro Juan y Richards, siendo este último el principal.
(* río Mañihuales según la Dirección General de Aguas)

## Caudal y régimen
La estación Ñirehuao en Villa Mañihuales se encuentra en el río Ñirehuao, antes de la junta con el río Mañihuales.: 47 
La subcuenca del Mañihuales que incluye también la de sus afluentes, los ríos Emperador y Ñirehuao tiene un régimen pluvio–nival, con grandes caudales en agosto y octubre, resultado de precipitaciones invernales y deshielos
primaverales respectivamente. El período de estiaje para años secos ocurre en el trimestre febrero, marzo, abril, debido a las bajas precipitaciones en ese período y a que los deshielos ocurren en los meses de primavera.: 61 

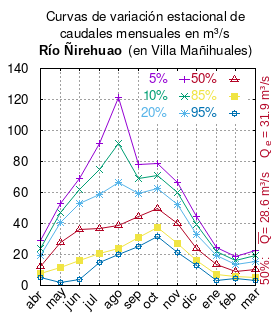
Curvas de variación estacional del río Ñirehuao en la estación Villa Mañihuales.

El caudal del río (en un lugar fijo) varía en el tiempo, por lo que existen varias formas de representarlo. Una de ellas son las curvas de variación estacional que, tras largos periodos de mediciones, predicen estadísticamente el caudal mínimo que lleva el río con una probabilidad dada, llamada probabilidad de excedencia. La curva de color rojo ocre (con {\displaystyle {\color {Red}\vartriangle }}) muestra los caudales mensuales con probabilidad de excedencia de un 50%. Esto quiere decir que ese mes se han medido igual cantidad de caudales mayores que caudales menores a esa cantidad. Eso es la mediana (estadística), que se denota Qe, de la serie de caudales de ese mes. La media (estadística) es el promedio matemático de los caudales de ese mes y se denota {\displaystyle {\overline {Q}}}. 
Una vez calculados para cada mes, ambos valores son calculados para todo el año y pueden ser leídos en la columna vertical al lado derecho del diagrama. El significado de la probabilidad de excedencia del 5% es que, estadísticamente, el caudal es mayor solo una vez cada 20 años, el de 10% una vez cada 10 años, el de 20% una vez cada 5 años, el de 85% quince veces cada 16 años y la de 95% diecisiete veces cada 18 años. Dicho de otra forma, el 5% es el caudal de años extremadamente lluviosos, el 95% es el caudal de años extremadamente secos. De la estación de las crecidas puede deducirse si el caudal depende de las lluvias (mayo-julio) o del derretimiento de las nieves (septiembre-enero).

## Historia
Con el propósito de desarrollar la región, el gobierno chileno cedió en concesión y bajo condiciones a la Sociedad Industrial de Aysén los valles de Ñirehuao, Coyhaique y Mañihuales, en la zona central de Aysén. La región, que ya había sido prolijamente explorada por Enrique Simpson y Hans Steffen durante el último tercio del siglo XIX, tenía buenas posibilidades de explotación ganadera; y el compromiso de sacar la producción por el Pacífico fue cumplido tras ingentes esfuerzos que permitieron habilitar una senda desde las planicies orientales hasta el estero Aysén, en donde instalaron un embarcadero -el futuro Puerto Aysén- y una línea regular de transporte marítimo entre éste y Puerto Montt. La sociedad concesionaria instaló el casco central de la estancia en la confluencia de los ríos Simpson y Coyhaique; y hacia 1914 ya se encontraba en plena producción. Sin embargo, a poco andar comenzaron los problemas con colonos particulares que se habían establecido espontáneamente en la región, particularmente en Valle Simpson. En 1928, se estipuló un nuevo contrato de arrendamiento entre el Estado y la SIA, por medio del cual buena parte de las tierras volvieron al fisco, alargándose la concesión por 15 años, a partir de 1932. En el antiguo casco central de la SIA se fundó, en 1929, el pueblo de Baquedano, que poco después pasaría a llamarse Coyhaique.
Durante todo el siglo XX, Coyhaique y el valle Simpson fueron las zonas más pobladas de Aysén. Sin embargo, la quema de vastas extensiones de bosque nativo para limpiar el terreno dio lugar a una verdadera catástrofe ecológica que hasta hoy se observa en la zona.
Luis Risopatrón describe al río Goichel en su Diccionario jeográfico de Chile (1924) de la siguiente manera:: 355 
Goichel (Río). De curso sinuoso i rápida corriente, con hermosos pastizales en las márjenes de su curso superior, corre hacia el S, vecino a la línea de límites con la Arjentina, en un valle formado por lomas bajas i peladas, sin vejetación arborescente, escepto algunos ñires dispersos en las orillas del río i en cuyas orillas se destacan bloques erráticos, se encorva al SW, W i NW, se junta con el arroyo Richards i forma el río Ñireguao, del Mañiuales, del Aisen. (Nombrado también Ñirehuau o Coichel).
Bajo el nombre Ñirehuau:: 598 
Ñirehuau (Rio) 45° 11' 72° 00'. Se forma con el de Goichel i el de Richards principalmente, corre hácia el W por entre serranías selvosas i se vacia en la márjen E del curso superior del rio Mañiuales. 108, mapa de Steffen (1898); i 134; Ñirehuau o Coichel en 154; Ñirevao o Nirehuau en 110, p. 105; 1 Ñireguao en 156.

## Población, economía y ecología
SERNATUR lo describe como:: 83 
El río Ñirehuao es un típico río de la pampa patagónica del clima estepario seco, la vegetación que lo rodea está compuesta en su mayoría de arbustos. El río serpentea a través de suaves lomas y en verano es fácilmente vadeable. Sus aguas cristalinas contienen una gran cantidad de truchas, principalmente marrones o fario, con un promedio de una a tres libras, muy voraces y combativas, lo que permite una muy buena excursión de pesca con mosca